# 奈井江川

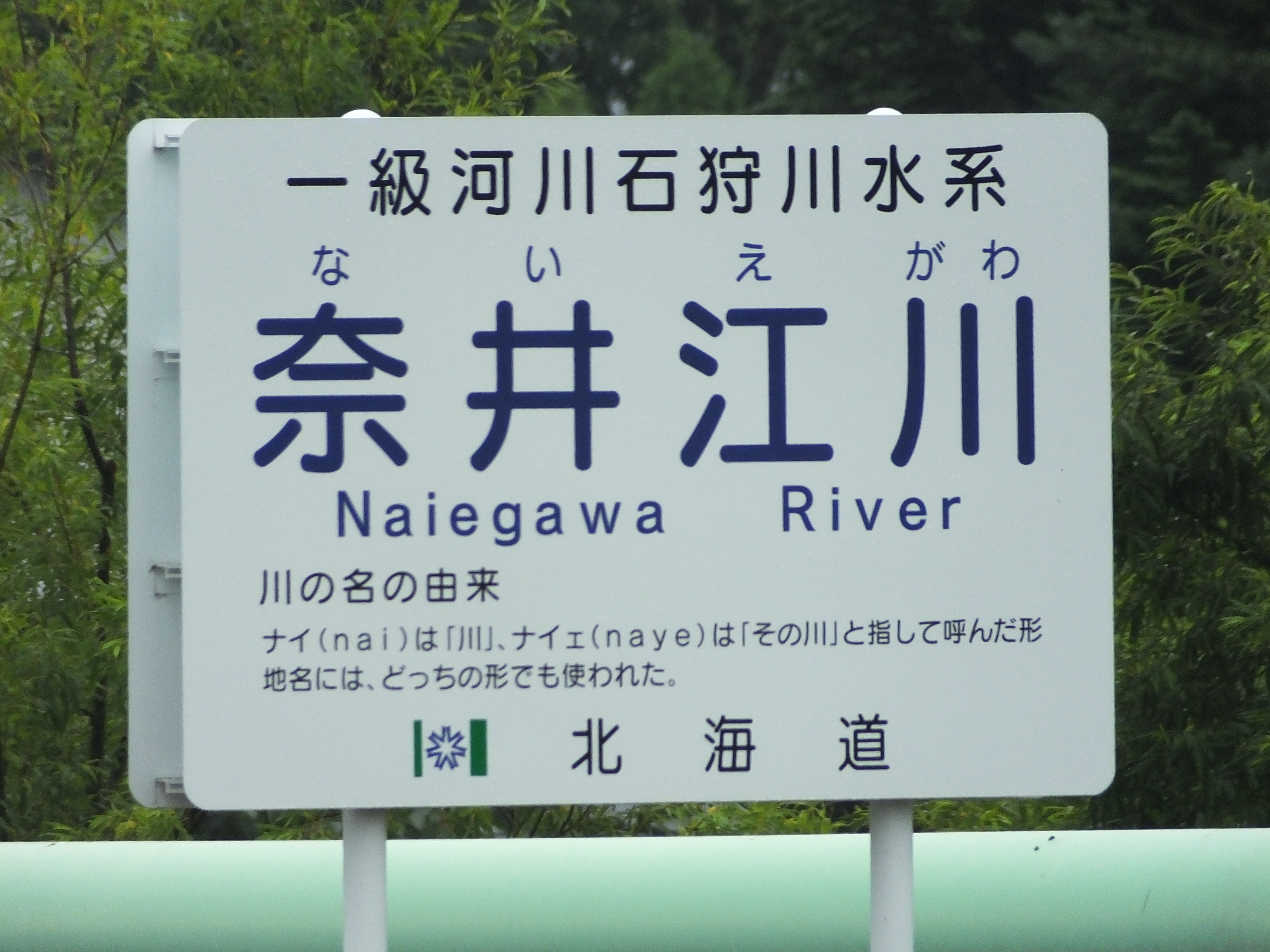
奈井江橋にある河川名標

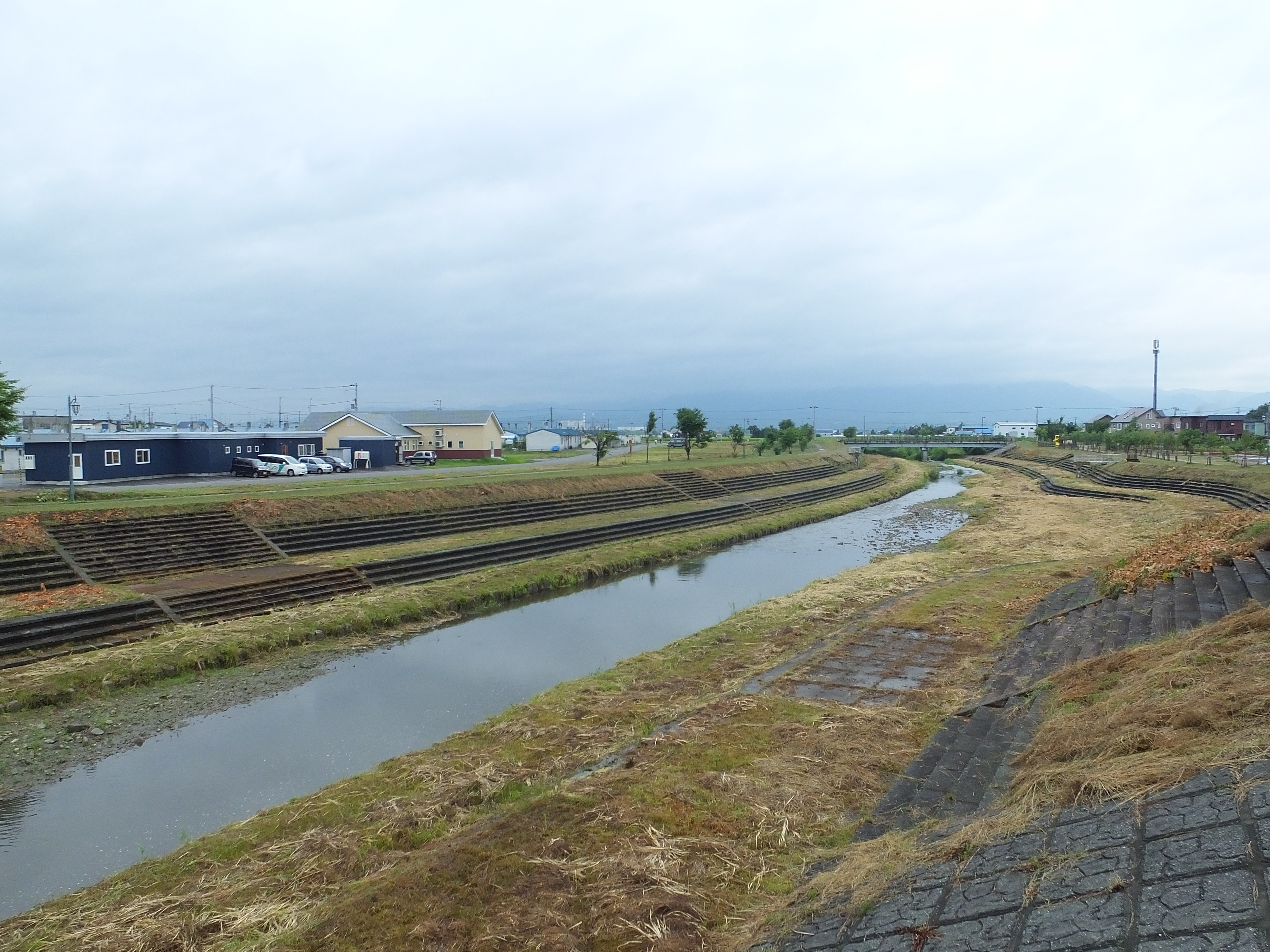
百年橋より下流方

奈井江川（ないえがわ）は、北海道空知郡奈井江町・美唄市を流れる石狩川水系の一級河川。

## 地理
美唄市の美唄山西側斜面に水源を発し、奈井江町との境界を流れる。源流部は石狩川百景の一つとされる不老の滝などの景勝地が見られる渓谷である。北海道道529号東奈井江奈井江停車場線が、並行し始めると奈井江町に入り、東奈井江の廃炭鉱集落を進んでゆく。道央自動車道を越えると平野部に入り、北海幹線用水路の下を抜けて奈井江市街地南部を進む。市街地を抜けると奈江原野を蛇行し、支流の茶志内川を合わせて間もなく石狩川へ流入する。流域の8割を森林が占め、うち5割は道有林である。流路延長23.6kmのうち、3号橋より下流13.5kmが一級河川に指定されている。うち吾妻橋を境に下流4.0kmが国土交通省の直轄区間、上流9.5kmが道管理区間である。

### 名称の由来
アイヌ語研究者の山田秀三は、アイヌ語で単に「川」を意味する「ナイ（nay）」の処格「ナイェ（naye）」に由来するのではないか、と解釈している。

## 治水
直轄区間では河口付近の河道変更と築堤が行われ、1983年（昭和58年）に堤防が完成。現在は中流部の築堤改修が進められている。利水施設については、1961年（昭和36年）から1964年（昭和39年）にかけて2号橋付近に奈井江川1号砂防ダムが建設されている。

## 支流
- 二又川
- 山口沢川
- 茶志内川 一級河川
  - 十四号川 一級河川

## 主な橋
- 3号橋
- 2号橋 - 北海道道529号東奈井江奈井江停車場線
- 1号橋 - 北海道道529号東奈井江奈井江停車場線
- 深雪橋 - 北海道道529号東奈井江奈井江停車場線
- 笑橋 - 北海道道529号東奈井江奈井江停車場線
- 道央自動車道
- 境界橋
- 共和橋 - 北海道道1130号砂川奈井江美唄線
- 北海幹線用水路
- JR函館本線橋梁
- 奈井江橋 - 国道12号
- 月見橋
- 百年橋
- ライマン橋
- 高島橋 - 北海道道139号江別奈井江線
- 叶橋
- 吾妻橋 - 北海道道278号奈井江浦臼線